# Al-Masila
Al-Masila – miasto i gmina w Algierii, stolica prowincji Al-Masila. W 2008 liczyło 156 647 mieszkańców.